# T’Nia Miller

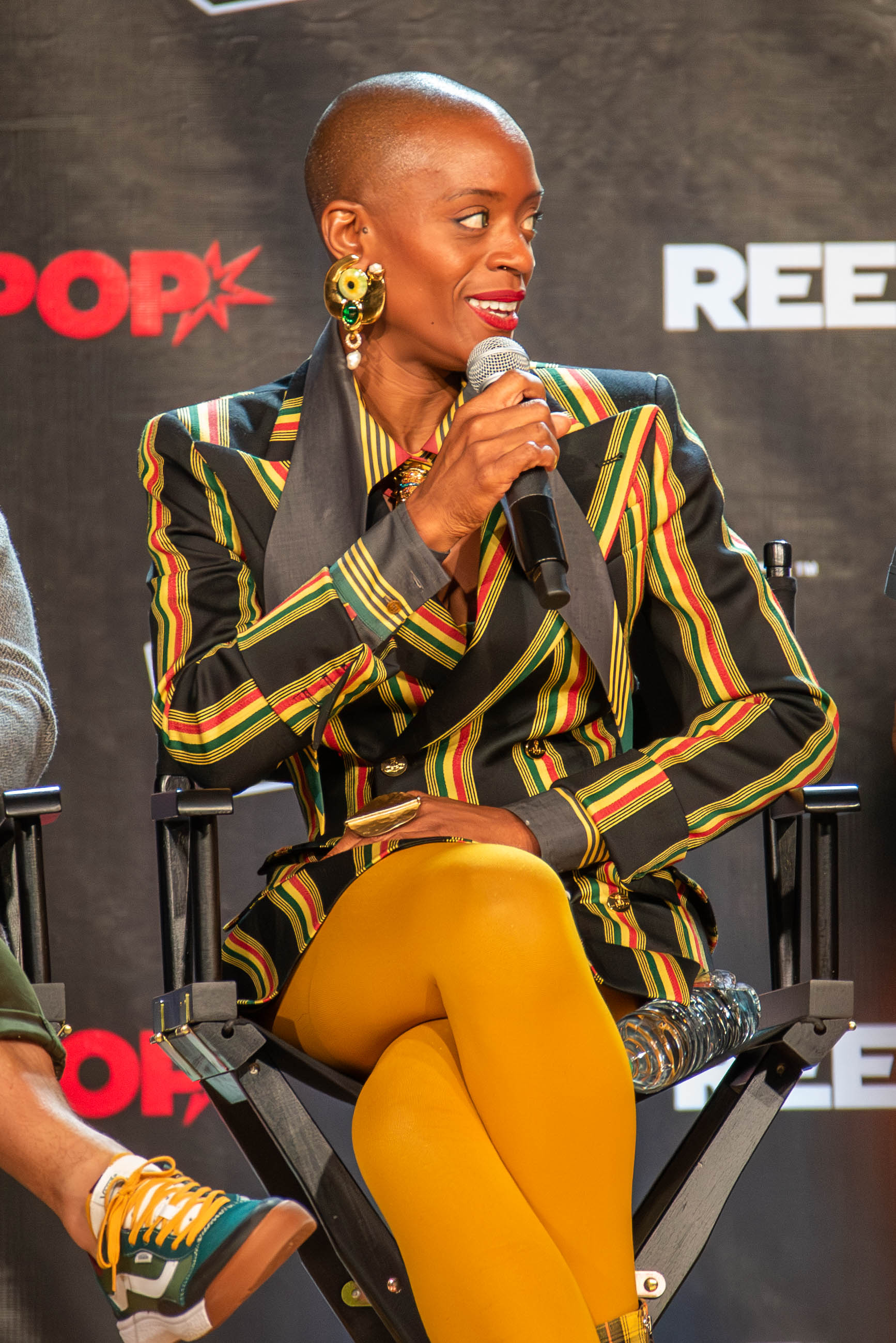
T’Nia Miller (2022)

T’Nia Miller (* 2. März 1985 in London) ist eine britische Filmschauspielerin.

## Karriere
Bis 2004 besuchte Miller die Guilford School of Acting. 2007 startete sie als Nadine in der Channel-4-Serie Dubplate Drama ihre Schauspielkarriere. Ab 2016 spielte sie DC Wilton in der Serie Witless, 2019 folgten die Serien Years and Years als Celeste und Zoe und Raven als Claire. 2020 spielte sie als Mrs. Grose in der Serie Spuk in Bly Manor mit.

## Privates
T’Nia Millers Markenzeichen ist ihr rasierter Schädel. Sie ist lesbisch und Mutter zweier Kinder.

## Filmografie (Auswahl)
- 2007: The Bill (Fernsehserie, eine Folge)
- 2007: Dubplate Drama (Fernsehserie, 3 Folgen)
- 2008: The Disappeared – Das Böse ist unter uns (The Disappeared)
- 2011: Holby City (Fernsehserie, eine Folge)
- 2012: Stud Life
- 2015: Cucumber (Fernsehserie, 2 Folgen)
- 2015: Banana (Fernsehserie, eine Folge)
- 2015: Doctor Who (Fernsehserie, eine Folge)
- 2016: Guilt (Fernsehserie, 3 Folgen)
- 2016–2018: Marcella (Fernsehserie, 3 Folgen)
- 2016–2018: Witless (Fernsehserie, 10 Folgen)
- 2017: Death in Paradise (Fernsehserie, eine Folge)
- 2017: Born to Kill (Fernsehserie, eine Folge)
- 2017: Doctors (Fernsehserie, eine Folge)
- 2018: Silent Witness (Fernsehserie, 2 Folgen)
- 2018: Obey
- 2019: Nine Nights
- 2019: Zoe und Raven (Free Rein, Fernsehserie, 9 Folgen)
- 2019: Years and Years (Fernsehserie, 6 Folgen)
- 2019: The Feed (Fernsehserie, 4 Folgen)
- 2020: Sex Education (Fernsehserie, 2 Folgen)
- 2020: Spuk in Bly Manor (The Haunting of Bly Manor, Fernsehserie, 9 Folgen)
- 2021: Dark Corners
- 2021: La Fortuna (Fernsehserie, 5 Folgen)
- 2021: Foundation (Fernsehserie, 3 Folgen)
- 2022: Peripherie (The Peripheral, Fernsehserie)
- 2023: Diplomatische Beziehungen (The Diplomat, Fernsehserie, 2 Folgen)
- 2023: Der Untergang des Hauses Usher (The Fall of the House of Usher, Fernsehserie)